# Kigoma
Kigoma es un pueblo y un puerto del oeste de Tanzania, en el litoral este del Lago Tanganica, y cerca de la frontera con Burundi. Hace de capital de la región de Kigoma que la rodea y tiene una población de 135.234 habitantes, según el censo del año 2007. Su elevación sobre el nivel del mar es de 780 metros.

## Introducción
El centro del pueblo es muy modesto. Se encuentra en una bahía excelente, protegiéndose de esta forma de las terribles tormentas del lago. Hay una plaza central frente a la estación del ferrocarril, una calle principal con pequeñas tiendas y mercaderes callejeros, un modesto cuartel diplomático y un sector industrial que incluye el puerto de contenedores y el depósito de gasolina.
A 8 km al sur se encuentra el pueblo pesquero de Ujiji, donde el explorador Henry Morton Stanley encontró al por entonces desaparecido misionero y explorador David Livingstone el 10 de noviembre de 1871.

## Puerto de Kigoma
Kigoma es uno de los puertos con más trabajo del lago Tanganica, ya que es el único puerto (a fecha de 2007) que tiene una conexión con una red de trenes en activo. Además, tiene conexión directa con el puerto marítimo de Dar-es-Salaam. El puerto de Kigoma tiene un embarcadero de 200 metros y muchas grúas, estando de esta forma equipado para poder manejar los contenedores de los barcos. Aun y todo la bahía en la que se encuentra corre peligro, ya que la erosión de las colinas cercanas está depositándose en el fondo del mar disminuyendo de esta forma la profundidad de la bahía de 6 metros a 1,8 metros, lo cual amenaza la economía futura del puerto.En mayo de 2007, el gobierno de Tanzania ha anunciado un plan para crear una zona económica cerca del puerto para estimular el comercio de la zona.
Existen ferries en el lago, incluyendo el velero MV Liemba que va de Kigoma a Buyumbura en Burundi, el Kalundu-Uvira en El Congo, el Mpulungu en Zambia y otros muchos más que interconectan pueblos al lado de la costa del lago.
A pesar de todo, la red de carreteras que conecta con Kigoma son muy pobres. Una carretera de gravilla conecta el noroeste del pueblo con la red nacional de carreteras, y una serie de rutas de tierra conectan con Burundi por el norte, y con Sumbawanga por el sudeste.

## El ferrocarril Kigoma – Dar es Salaam
La línea de ferrocarril de la Corporación de Ferrocarril de Tanzania (Tanzania Railways Corporation) va desde Kigoma, hasta el puerto marítimo de Dar-es-Salaam en la costa del océano Índico, pasando por Tabora y Dodoma. Fue terminado en 1915 cuando Kigoma pertenecía a la África Oriental Alemana. En Tabora hay conexión con Mwanza, en el lago Victoria, con conexiones de ferry a Uganda.

## El colonialismo alemán
Kigoma se convirtió en el centro de la región con la conclusión de las obras del ferrocarril. Tan sólo hay que ver la escala de la estación del ferrocarril para darse cuenta de la importancia que tuvieron los colonizadores alemanes en esta zona. Kigoma iba a ser el centro de un imperio comercial que se extendería por el interior, así como lo había sido el pueblo de Ujiji para el Sultán de Zanzíbar varios siglos atrás.
Otros vestigios del colonialismo alemán son la Kaiser House, o casa del Kaiser, en la que actualmente reside el gobierno de la región. Esparcidos por el pueblo se encuentran casas y edificios gubernamentales alemanes, la mayoría de los cuales hoy en día se encuentran deshabitados debido a su decrépito estado por su antigüedad.

## El carguero Graf Von Goetzen
Como parte del plan colonial alemán para África, los alemanes necesitaban un barco a vapor que fuera capaz tanto de llevar pasajeros y transportar carga de mercancías. Por ello, el año 1913 se construyó en Alemania el carguero Graf Von Goetzen.
Dicho carguero pesa unas 800 toneladas y fue mandado a África en piezas, que fueron llevadas a Kigoma por el ferrocarril y ensambladas finalmente en el puerto. Todo esto ocurrió antes de la Primera Guerra Mundial, en la que se pretendía llevar un contingente de 700 soldados a Kasanga. Finalmente, dicho viaje tuvo que ser abortado debido a la presión del enemigo. Al poco tiempo, los alemanes decidieron embarrancar el barco en el río Malagarasi, para que no cayera en manos del Imperio británico.
Unos años después de la guerra, las autoridades británicas y belgas que controlaban los territorios de la zona realizaron una costosa misión de rescate reflotando el barco y rebautizándolo como el MV Liemba, nombre que aún lleva hoy en día. Por ello es el carguero de pasajeros en activo más antiguo del mundo.
Desde entonces, el Liemba ha recorrido el lago de una punta a la otra continuamente durante más de 85 años, lo que significa que habrá recorrido el viaje de 1000 kilómetros y una semana de duración entre Kigoma y Mpulungu más de 4.000 veces, habiendo recorrido más de 4 millones de kilómetros. 
En 1993 el Liemba fue llevado al puerto de Kigoma para reemplazar su motor a vapor por uno diésel, habiéndose perdido muchos de los accesorios originales.